# Simoselaps minimus
Simoselaps minimus är en ormart som beskrevs av Worrell 1960. Simoselaps minimus ingår i släktet Simoselaps och familjen giftsnokar och underfamiljen havsormar. Inga underarter finns listade i Catalogue of Life.
Denna orm förekommer på halvön Dampier Peninsula i delstaten Western Australia i norra Australien. Den lever i öppna landskap. Individerna gräver i lövskiktet och i det översta jordlagret. Honor lägger ägg. Ormens bett är giftigt.
För beståndet är inga hot kända. IUCN listar arten som livskraftig (LC).